# Rickett
Thomas Rickett aus Buckingham im Vereinigten Königreich stellte 1860 ein dampfgetriebenes Automobil her. Im Unterschied zu anderen damaligen Versuchen wurde der Rickett in Serie hergestellt. Es entstanden einige Exemplare, die auch auf dem Markt angeboten wurden. Daher kann er als das erste Serienautomobil im Vereinigten Königreich gelten.
Rickett war in der Geschäftsleitung der Castle Foundry in Buckingham, die landwirtschaftliche Geräte herstellte und 1857 mit der Fertigung von Dampfmaschinen begann. 1858 verband er beide Ideen und stellte so einen Dampfpflug her. Dies brachte die Marquess of Stafford dazu, einen Dampfwagen zu bestellen. Dieses Fahrzeug hatte drei Räder, wobei das einzelne vorne saß, einen hinten aufgebauten, kohlenbefeuerten Dampfkessel und eine Zweizylinder-Dampfmaschine. Der Kesseldruck betrug 1,79 bar (110 psi) und die Zylinder besaßen eine Bohrung von 76 mm und einen Hub von 178 mm. Die Kraft der Dampfmaschine wurde über eine Kette an das rechte Hinterrad weitergeleitet. Die Höchstgeschwindigkeit war mit 30,6 km/h angegeben. Der Heizer saß hinten und drei Passagiere konnten vorne nebeneinander sitzen, wobei der rechts sitzende den Lenkstock, der Regler, den Hebel für den Rückwärtsgang und die Bremse bedienen musste. Die Räder waren eisenbereift und die Bremse wirkte auf die Hinterräder.
1860 wurde ein zweites Exemplar vom Earl of Caithness bestellt, aber diesmal wurden die Hinterräder über ein Zweiganggetriebe mit Stirnrädern angetrieben. Der Earl fuhr die 235 km von Inverness zum Barrogil Castle, 32 km nördlich von Wick in Schottland mit seiner Frau als Beifahrerin und Thomas Rickett als Heizer.
Nach diesem Erfolg schaltete Rickett ein Inserat im Magazin The Engineer, worin er seine Dampfwagen für £ 180 – £ 200 zum Kauf anbot. Er war seiner Zeit jedoch voraus und vermutlich wurde keine der Maschinen verkauft.